# Gorzów Wielkopolski
Gorzów Wielkopolski (/ˈɡɔʐuf vʲɛlkɔˈpɔlskʲi/) est une ville de Pologne dans la voïvodie de Lubusz et également la plus grande ville de cette dernière. Bâtie au XIe siècle, elle est aujourd'hui un important centre économique. Entre 1257 et 1945, Gorzów Wielkopolski fut connue sous le nom de Landsberg, puis Landsberg an der Warthe.
La ville est le chef-lieu du powiat de Gorzów (sans en faire partie) ainsi que du powiat de Gorzów Wielkopolski (la ville elle-même ayant le statut de powiat).

## Signification du nom en polonais
Le nom polonais signifie, traduit littéralement, « Les montagnes de Grande-Pologne » (góra : montagne). En fait le complément du nom « Grande Pologne » ne se rapporte pas à la voïvodie de même nom mais fait référence à la région historique de Grande Pologne et remplace ainsi l'ancienne référence au Brandebourg dont la ville faisait partie jusqu'en 1945. Les régions historiques ont donné leurs noms à beaucoup de voïvodies mais les frontières de ces dernières ne leur correspondent presque jamais exactement. C'est ainsi que Gorzów appartient à la voïvodie de Lubusz, mais historiquement à la Grande-Pologne.

## Situation géographique
La ville se trouve dans la partie occidentale de la Pologne sur la rivière Warthe, à environ 80 km au nord-est de Francfort-sur-l'Oder et 130 km au nord-ouest de Poznań. La frontière allemande, à Kostrzyn (Custrin), est à environ 45 km. Au nord et au sud s'étendent de vastes régions forestières.

## Histoire
En 1257 Landsberg fut fondée par des colons allemands venant des régions actuelles du Brandebourg, de Basse-Saxe et de Westphalie ; elle était soumise au droit brandebourgeois et appartenait à la zone linguistique du bas-allemand. Elle devait servir de bastion contre la forteresse voisine de Zantoch, à la frontière polonaise. Jusqu'au XVIe siècle, la ville s'appelait Neu-Landsberg. l'église Sainte-Marie fut construite au XIIIe siècle et la ville fut protégée en 1321 par des murailles et des portes fortifiées. Grâce à sa prospérité au XIVe siècle, Landsberg devint un pôle d'attraction pour tous les environs; on y mentionne une école pour la première fois en 1360. Pendant la guerre de Trente Ans, tous les faubourgs furent détruits. Par la suite Landsberg se développa, devenant une plaque tournante considérable pour le commerce avec la Pologne voisine. Au XVIIIe siècle la création d'une industrie textile et du commerce de la laine accrut encore l'essor économique.

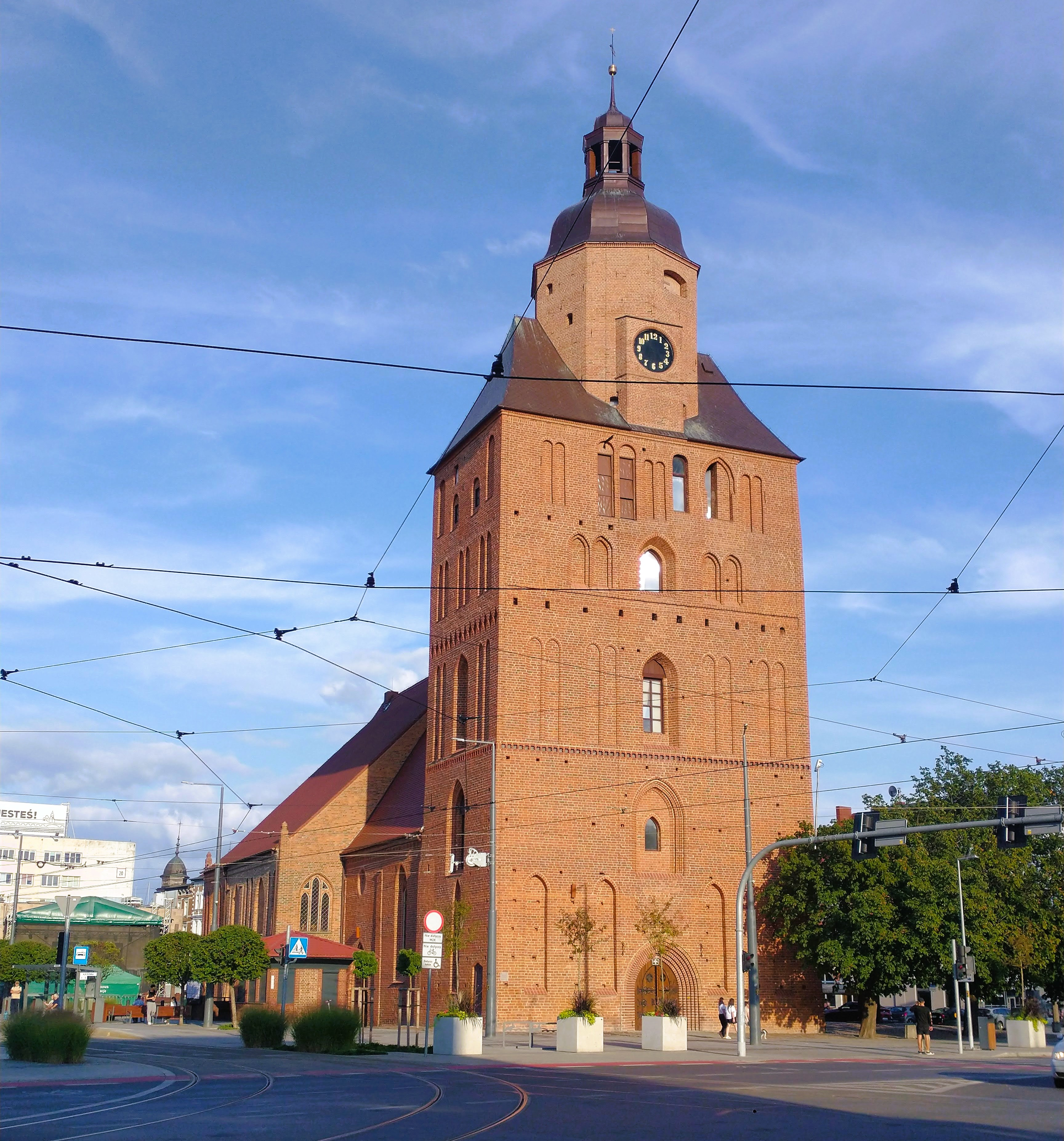
Cathédrale.

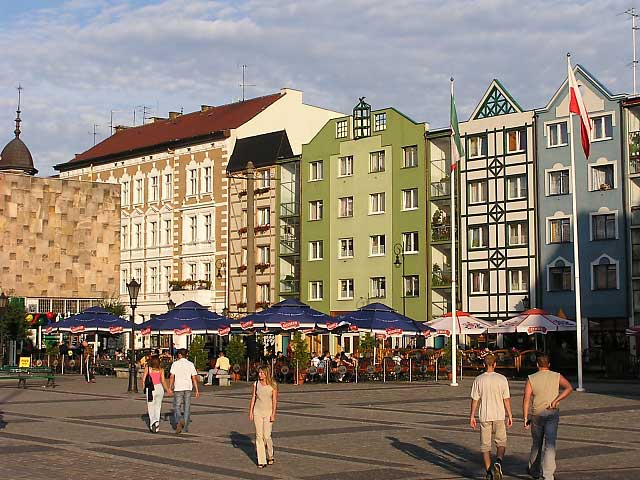
Le marché.

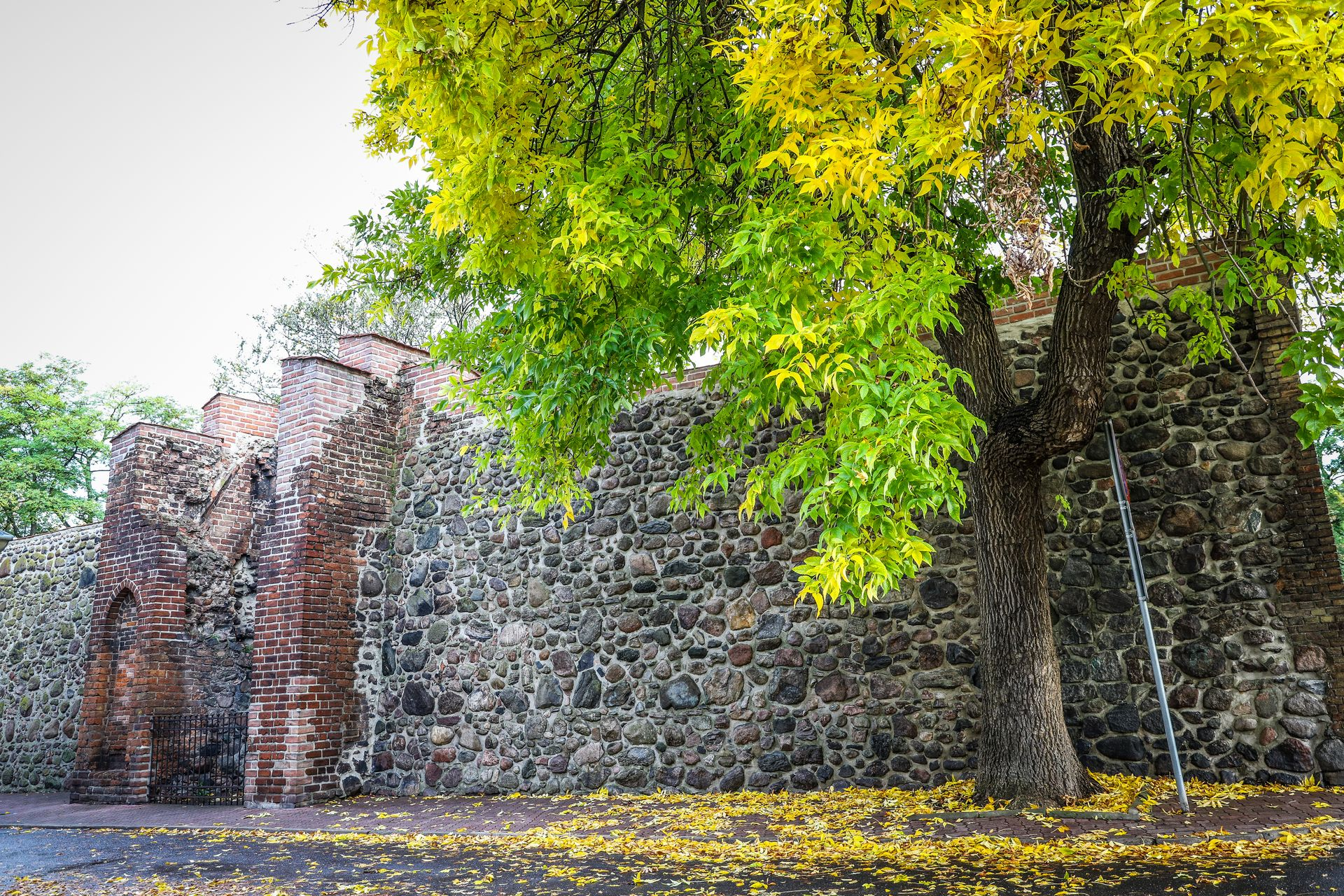
Fragment de l'ancienne fortification.

La nouvelle organisation administrative du royaume de Prusse après le congrès de Vienne (1815) attribua Landsberg sur la Warthe en 1818 à l'arrondissement du même nom (de) qui se trouve dans le district de Francfort de la province de Brandebourg, qui deviendra en 1939 la Marche de Brandebourg. Landsberg fut rattachée aux Chemins de fer prussiens de l'Est en 1857, ce qui donna un nouveau coup de fouet à son économie. La ville fut séparée du district en 1892 et reçut le statut de ville-district (Kreis en allemand), si bien que désormais l'administration du district y résidait. Dans les années 1920, l'appellation « Landsberg an der Warthe » (c'est-à-dire « Landsberg-sur-la-Warthe ») finit par s'imposer.
À la fin de la Seconde Guerre mondiale, les garnisons allemandes se retirant de la ville détruisirent ses deux ponts, quant aux troupes de l'Armée rouge, elles incendièrent la vieille ville.
La ville fut finalement conquise et annexée à la Pologne (entre janvier et mars 1945), suite à la décision de Staline, après la conférence de Potsdam. Une grande partie de la population s'était enfuie à l'approche des troupes soviétiques et le 6 mars 1946, ce qui en restait, fut expropriée et peu à peu expulsée jusqu'en 1949. La nouvelle population qui s'y est établie vient principalement de Pologne centrale.
C'est dans la caserne de la ville que Gottfried Benn écrivit entre autres Roman des Phänotyp (1943).[réf. souhaitée]
La ville fut tout d'abord appelée Gorzów nad Wartą (en français Gorzów-sur-la-Warthe). Puis pour des raisons idéologiques et dans le but de souligner le « retour » des terres perdues à la Pologne, on ajouta l'adjectif Wielkopolski (fr. Grande-Pologne), malgré l'absence de lien entre la ville et la Grande-Pologne.
La ville après guerre connut à nouveau un rapide essor. Dès la première moitié des années 1960 la population dépassa les 50 000 habitants (plus que lors de la période d'avant guerre). À la fin des années 1960 la ville connut un second boom de l'immobilier de son histoire devenant une ville de taille moyenne. En 1975 elle devint la capitale de la voïvodie qui portait son nom, et en 1979 naissait le 100 000e habitant de la ville.
Depuis la réforme territoriale de 1999, c'est à Gorzów que siège la diétine de la voïvodie de Lubusz.
En 2006, la ville a célébré ses 750 ans.

## Religion
Le couvent général des Sœurs de Jésus Miséricordieux est ici.

## Transports
Outre un réseau de bus, la ville dispose également d'un réseau de tramways.
La voie rapide S3 (qui relie Szczecin à Zielona Góra) dessert la ville par l'ouest, via les sorties  4 Gorzów-Małyszyn,  5 Gorzów-Wieprzyce et  6 Gorzów-Zakanale.
La gare Gorzów Wielkopolski a des connexions avec Kostrzyn, Skwierzyna et Krzyż Wielkopolski.

## Personnalités liées à la ville
- Max Fränkel (1846-1903), philologue classique allemand, y est né.
- Alfreda Markowska (1926-2021), résistante rom aussi connue comme Noncia ou babcia Noncia, y a vécu une cinquantaine d'années et y est décédée.
- Christa Wolf (1931-), romancière, y est née, la ville étant alors allemande ; son roman autobiographique Trame d'enfance (1976) raconte son retour en 1971 dans sa ville natale devenue polonaise, sur les traces de son enfance.
- Marek Kraszewski (1967-), lutteur, y est né.
- Tomasz Kucharski (1974-), double champion olympique d'aviron, y est né.
- Michał Kwiatkowski (1983-), chanteur, participant de Star Academy en France, y est né.
- Paulina Dudek (1997-), footballeuse du Paris Saint-Germain, y est née.

## Sports
- GKP Gorzów Wielkopolski - football
- AZS AJP Gorzów Wielkopolski - basket-ball féminin
- Kssg Stal Gorzów - speedway

## Jumelages

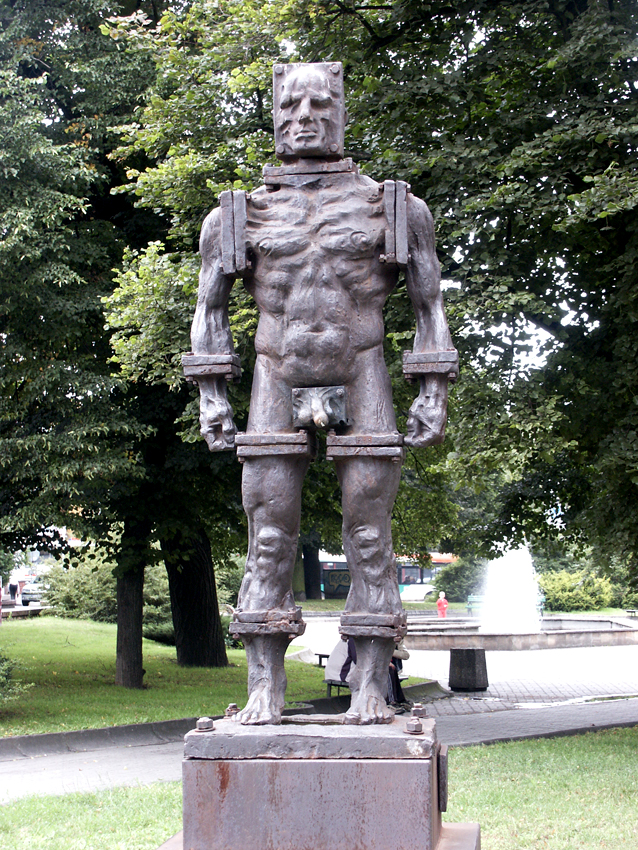
La statue controversée Śfinster.

- Francfort-sur-l'Oder (Allemagne)
- Eberswalde (Allemagne)
- Herford (Allemagne)
- Verden (Allemagne)
- Cava de' Tirreni (Italie)
- Hazleton (États-Unis) (Pennsylvanie)
- Jönköping (Suède)
- Soumy (Ukraine)